# Coober Pedy
Coober Pedy ist eine Ortschaft mit etwa 1400 Einwohnern in Südaustralien und liegt ca. 800 Kilometer nordwestlich von Adelaide. Der Name „Coober Pedy“ ist die englische Schreibweise des Pitjandjari-Aborigine-Begriffs kupa piti, was so viel heißt wie „Loch des weißen Mannes“ (engl. „white man’s hole“). Die Ortschaft ist vor allem bekannt durch ihre Opalvorkommen, denen sie auch ihre Existenz verdankt.

## Geographie

### Lage
Der Ort liegt im Südwesten des Großen Artesischen Beckens sowie am östlichen Rand der Großen Victoria-Wüste in flachwelligem Gelände.
Der Stuart Highway (A 87) führt südlich am Ort vorbei. Dort befindet sich auch der Startpunkt des nach Westen führenden Anne Beadell Highway. Richtung Nord-Nordost führt die Kempe road in das 173 km entfernte Oadnadatta.

### Klima
Das Klima ist geprägt von milden Wintern und heißen Sommern (mittlere Tageshöchsttemperatur im Januar ca. 37 °C, höchste bisher gemessene Temperatur 52 °C) mit sehr geringen jährlichen Niederschlagsmengen. Entsprechend ist die Vegetation wüstenartig, mit vereinzelten Individuen dürrresistenter Gewächse (insbesondere Acacia aneura) in einer überwiegend durch Steinpflaster geprägten Landschaft (in Australien allgemein als Gibber Plains bezeichnet).
|                       | Jan  | Feb  | Mär  | Apr  | Mai  | Jun  | Jul  | Aug  | Sep  | Okt  | Nov  | Dez  |   |       |
| Mittl. Tagesmax. (°C) | 36,8 | 35,7 | 32,3 | 27,2 | 22,1 | 18,4 | 18,7 | 21,3 | 25,8 | 29   | 32,1 | 34,7 | ⌀ | 27,8  |
| Mittl. Tagesmin. (°C) | 22,2 | 21,5 | 18,7 | 14,4 | 9,9  | 6,9  | 6,3  | 7,7  | 11,2 | 14,3 | 17,6 | 20,1 | ⌀ | 14,2  |
|                       |      |      |      |      |      |      |      |      |      |      |      |      |   |       |
| Niederschlag (mm)     | 14,3 | 13,9 | 11,7 | 13,9 | 9,1  | 13,4 | 4,8  | 6,8  | 8,1  | 12,9 | 16,1 | 19,4 | Σ | 144,4 |
|                       |      |      |      |      |      |      |      |      |      |      |      |      |   |       |
| Regentage (d)         | 1,7  | 1,5  | 1,5  | 1,6  | 1,6  | 2    | 1,1  | 1,4  | 1,3  | 2,2  | 3    | 2,7  | Σ | 21,6  |

| 22,2 |

| 21,5 |

| 18,7 |

| 14,4 |

| 9,9 |

| 6,9 |

| 6,3 |

| 7,7 |

| 11,2 |

| 14,3 |

| 17,6 |

| 20,1 |

| 22,2 |

| 21,5 |

| 18,7 |

| 14,4 |

| 9,9 |

| 6,9 |

| 6,3 |

| 7,7 |

| 11,2 |

| 14,3 |

| 17,6 |

| 20,1 |

| N i e d e r s c h l a g | 14,3 | 13,9 | 11,7 | 13,9 | 9,1 | 13,4 | 4,8 | 6,8 | 8,1 | 12,9 | 16,1 | 19,4 |
|                         | Jan  | Feb  | Mär  | Apr  | Mai | Jun  | Jul | Aug | Sep | Okt  | Nov  | Dez  |

## Geschichte
Aborigines haben eine langjährige Verbindung mit der Region. Coober Pedy wird von den älteren Menschen in der westlichen Wüste als das traditionelle Land der Arabana angesehen, aber auch die Kokatha und Yankunytjatjara sind eng mit einigen Zeremonien in der Region verbunden. Es wird angenommen, dass der Ursprung des Stadtnamens von den Wörtern kupa piti der Kokatha-Sprache abgeleitet ist, was üblicherweise als "weißes Loch im Boden" oder guba bidi, "weiße Männerlöcher", übersetzt wird und sich auf den Bergbau und die Aktivitäten der Weißen bezieht (in einigen Quellen auch als "Wasserloch für Jungen" bezeichnet). Weitere Untersuchungen durch Linguisten zeigen, dass Kupa möglicherweise aus der Parnkalla-Sprache stammt und dass Piti das Kokatha-Wort sein könnte, das speziell für "Steinbruch" (die Aktivität eines weißen Mannes) geschaffen wurde.
Der erste Europäer, der das Gebiet des heutigen Coober Pedy erforschte, war 1858 der Schotte John McDouall Stuart. Das erste Opalvorkommen wurde im Februar 1915 entdeckt, 1916 ließen sich die ersten Bergarbeiter nieder.

## Behausungen
Die extremen Sommertemperaturen und der Opal-Abbau haben dazu geführt, dass die meisten Einwohner in unterirdischen Wohnhöhlen, sogenannten dugouts, leben. Ursprünglich noch von Hand in die tonige Erde gegraben oder auch in den Fels gesprengt, werden diese Wohnhöhlen inzwischen von sogenannten tunneling machines binnen kürzester Zeit aus der Erde gefräst oder auch räumlich erweitert. Die Eingänge liegen zumeist oberirdisch zur Straßenseite und der eigentliche Wohnbereich in dahinterliegenden Erdhügeln. Eine typische Höhlenwohnung mit drei Schlafzimmern, Wohnzimmer, Küche und Bad kann für einen Preis erstellt werden, der mit dem eines oberirdischen Hauses vergleichbar ist. Sie hat eine angenehme und gleichbleibende Temperatur, während der Aufenthalt in Gebäuden an der Oberfläche in den Sommermonaten nur durch den Betrieb von Klimaanlagen erträglich ist.

## Wirtschaft
Die Ortschaft nennt sich selbst Opal-Hauptstadt der Welt und ist auch tatsächlich die größte Quelle dieser Edelsteine. Etwa drei Viertel aller weißen Opale weltweit werden in der näheren Umgebung von Coober Pedy gefunden. Heute ist es verboten, innerhalb der Stadtgrenzen nach Opalen zu schürfen. In den 1980er Jahren musste man sich nur beim Miner Department als Miner registrieren lassen, um eine Schürferlaubnis zu bekommen. Außerdem erhielt man vier Pfosten, mit denen man eine Fläche von maximal 50 × 50 m abstecken konnte (vgl. Claim). Fand man auf dieser Fläche Opale, gehörten einem die Edelsteine.
Eine weitere Einnahmequelle ist der Tourismus. Ehemalige Opalminen, der Friedhof und die unterirdischen Kirchen können besichtigt werden. Es gibt mehrere unterirdische Hotels mit unterschiedlichen Standards. Auf dem Golfplatz gibt es keinerlei Gras und die Golfer tragen kleine Rasenstücke als Abschlagpunkt mit sich herum. An einem alten Warnschild vor dem örtlichen Kinosaal lässt sich heute noch die Skurrilität der ursprünglichen Pionierzeiten ablesen: Das Mitbringen von Dynamitstangen in den Vorführraum ist strengstens untersagt! Vom  Flugplatz Coober Pedy aus können Flüge zu den Anna Creek Painted Hills unternommen werden.

## Galerie

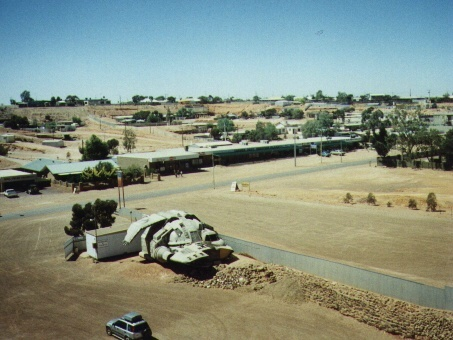
Coober Pedy (1999)
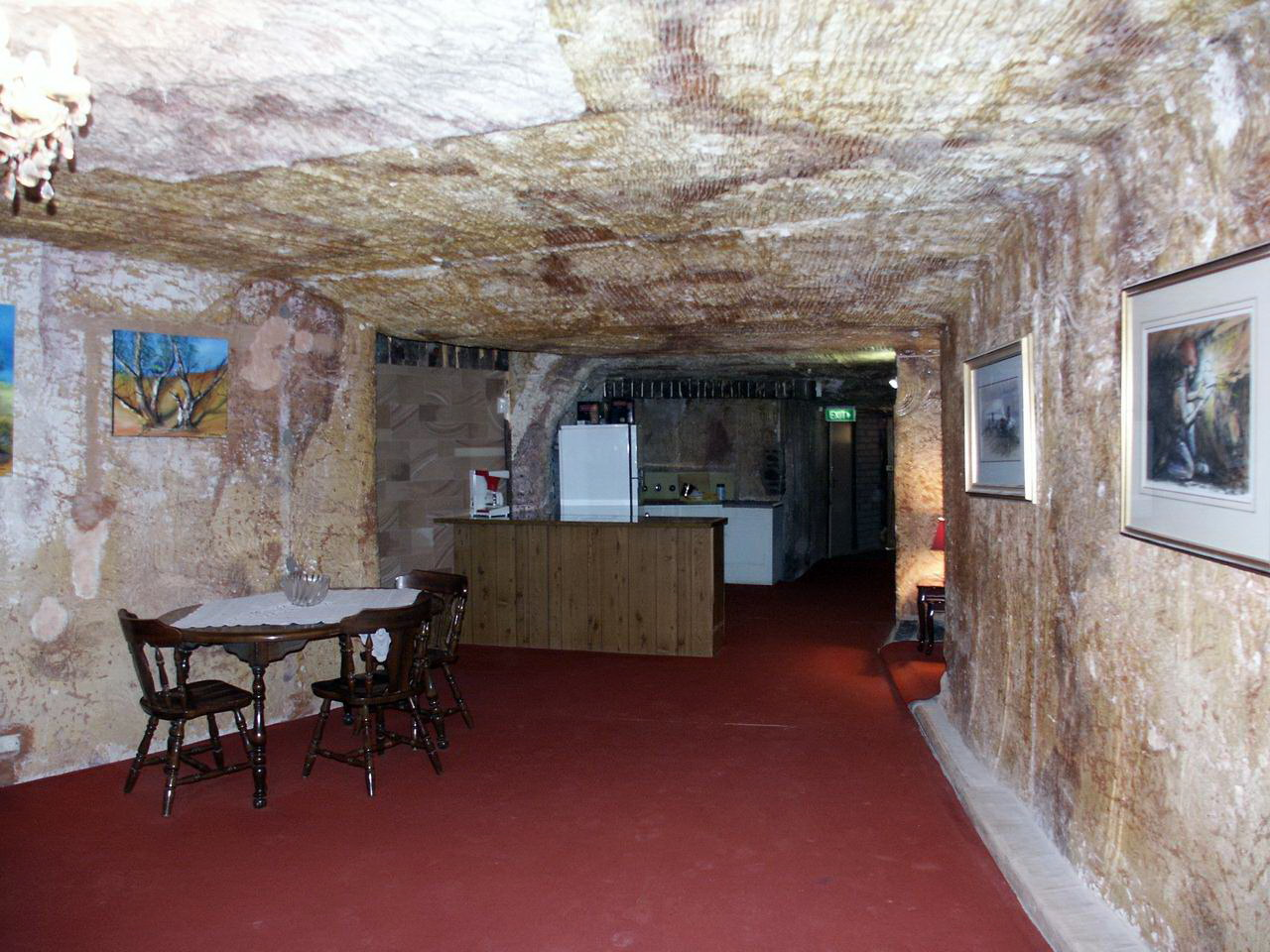
Eine Wohnhöhle in Coober Pedy
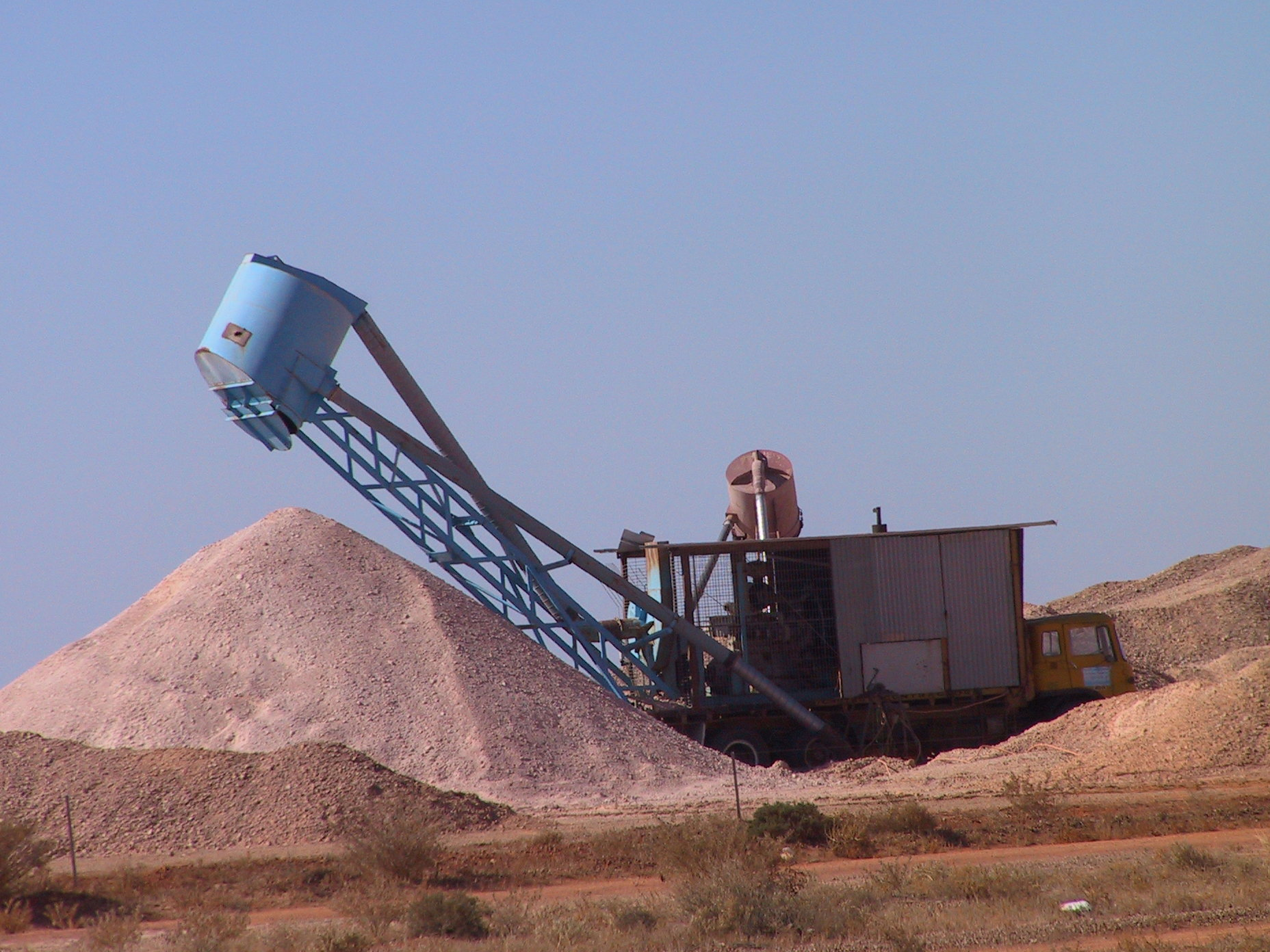
Blower – ein typisches Arbeitsgerät
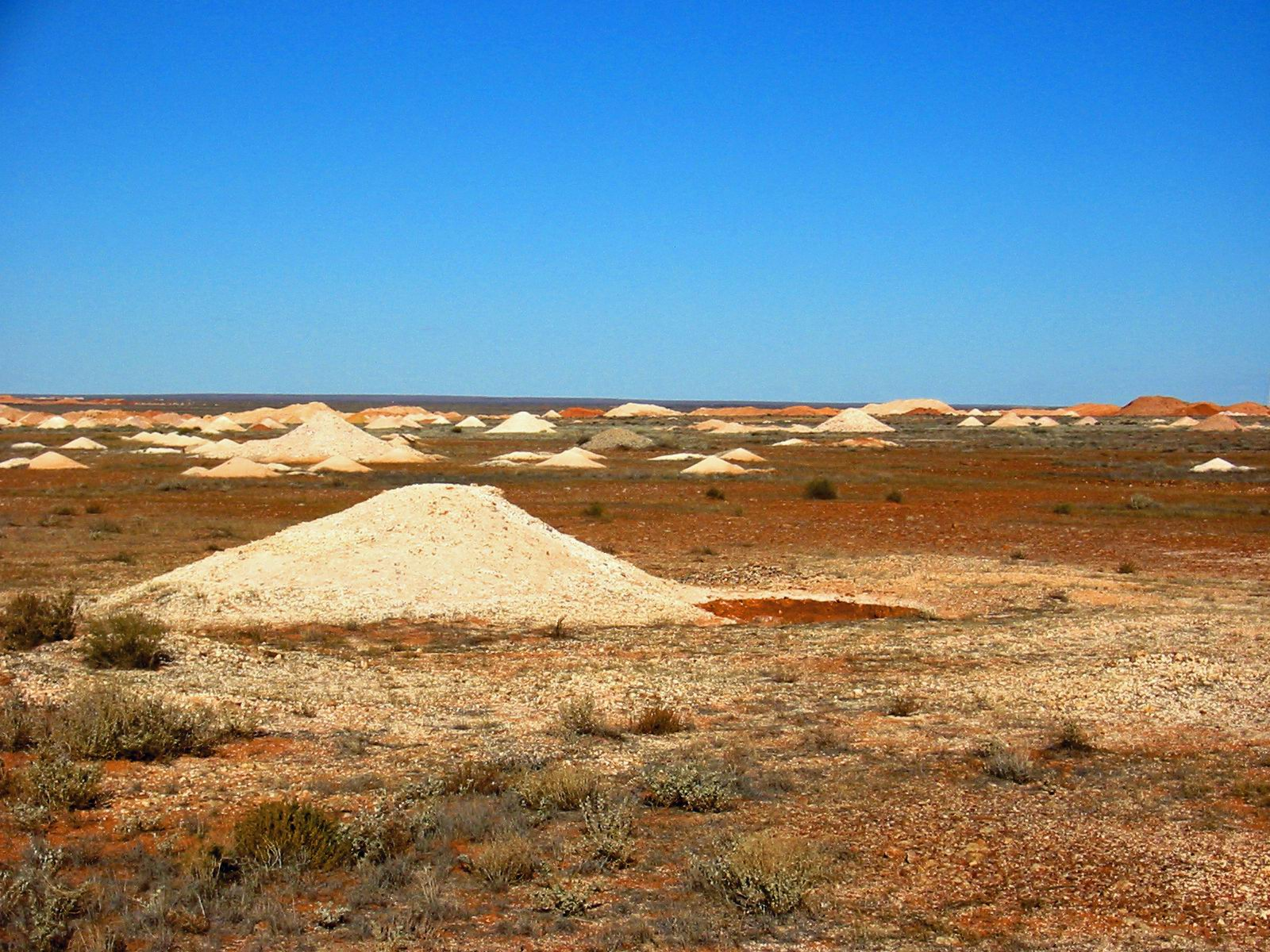
Minenschächte
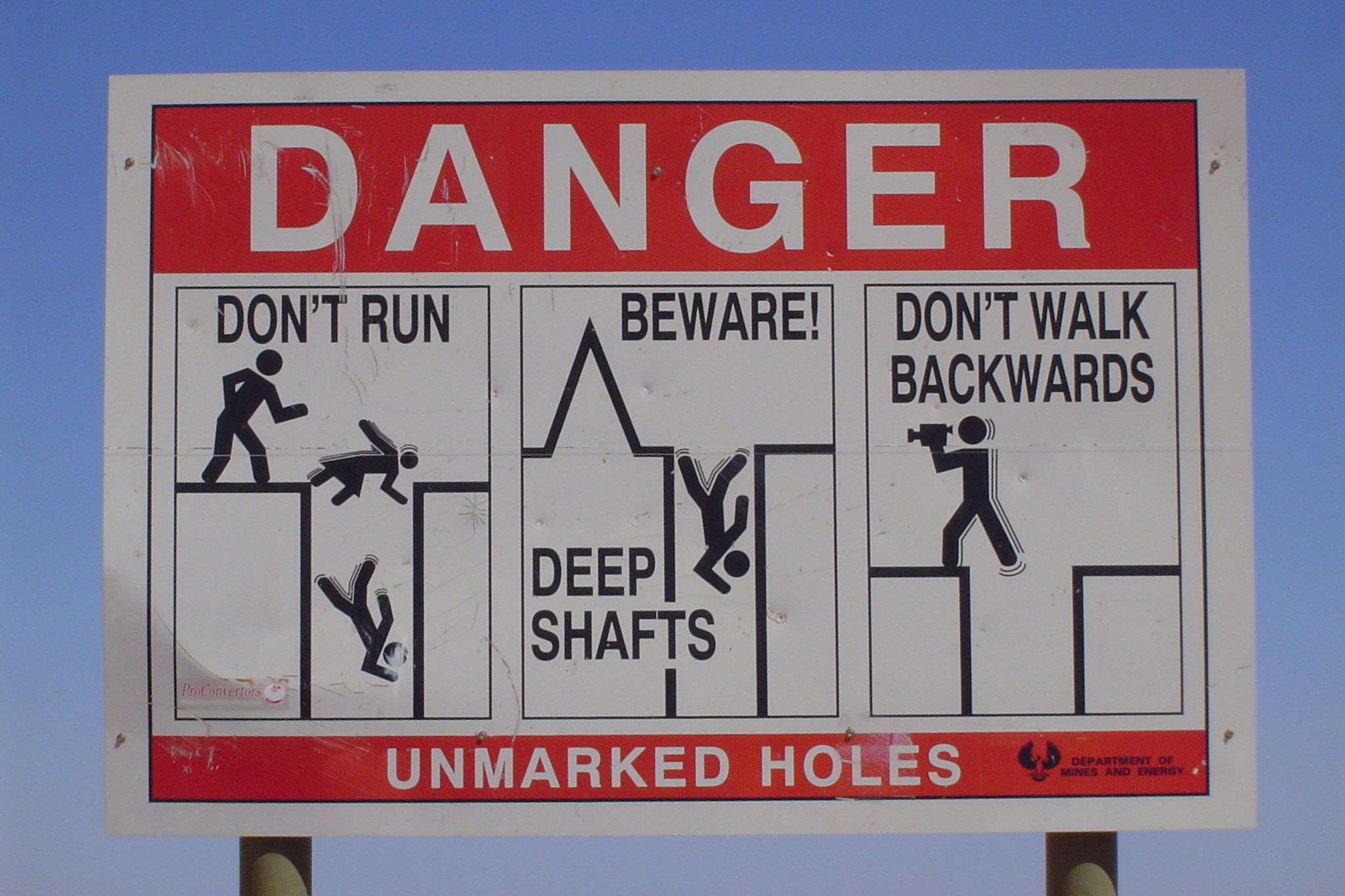
Warnschild in Coober Pedy
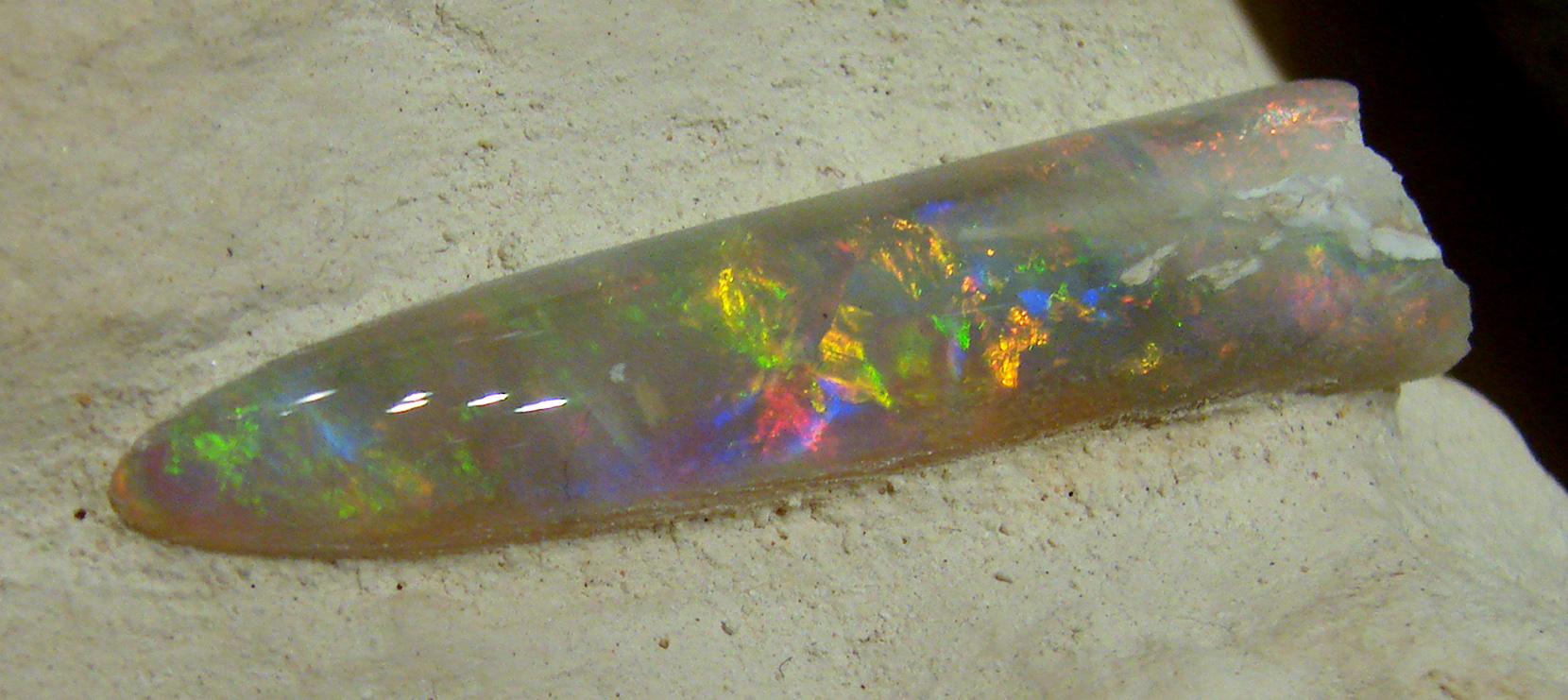
Opalisiertes Belemnitenrostrum aus der Oberkreide von Coober Pedy, ca. 95 Mio. Jahre alt

## Persönlichkeiten
Ein bekannter Einwohner war der lettisch-australische Krokodiljäger und Schriftsteller Arvid Blumenthal, auch bekannt als Crocodile Harry, der als eines der Vorbilder für die Hauptfigur der Crocodile Dundee-Filmreihe gilt.

## Filme mit Coober Pedy als Drehort
- Fire in the Stone
- Wo die grünen Ameisen träumen
- Ground Zero
- Mad Max – Jenseits der Donnerkuppel
- Die Jugger – Kampf der Besten
- Stark – The Dark Half
- Priscilla – Königin der Wüste
- Bis ans Ende der Welt
- Siam Sunset
- Pitch Black – Planet der Finsternis
- Red Planet
- Kangaroo Jack
- Opal Dream
- The Osiris Child